# Whitefish Mountain Resort

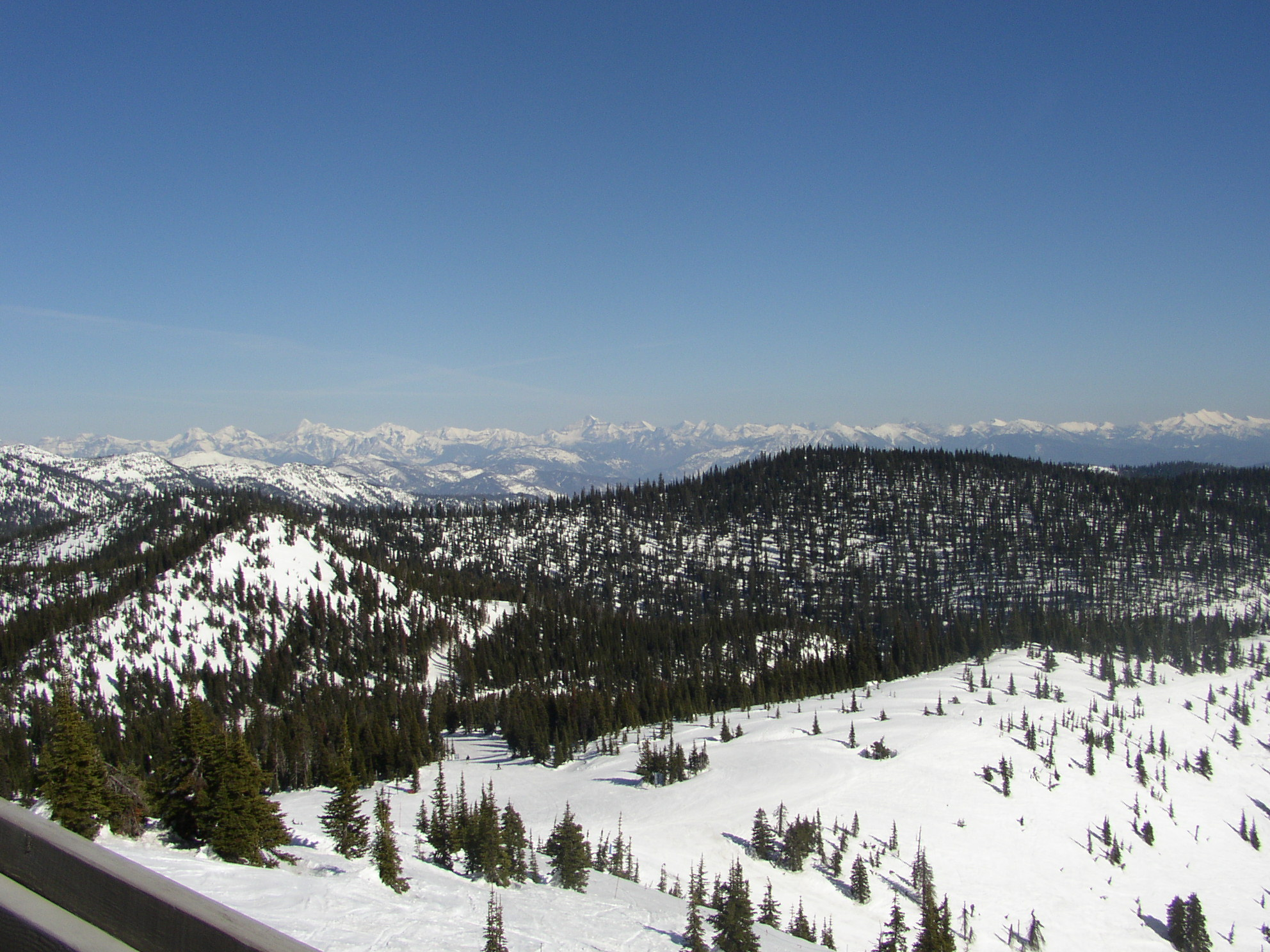

Whitefish Mountain Resort es un resort de esquí en el noroeste del estado de Montana, Estados Unidos en Parque nacional de los Glaciares. Se encuentra 11 km al norte de Whitefish y es el segundo centro de esquí más grande del estado, después del Big Sky Resort, ubicado en el sur de Montana.
Conocido como “The Big Mountain” por sesenta años, el nombre del resort fue cambiado en junio del 2007, especialmente para evitar la confusión con Big Sky Resort. 
The Big Mountain abrió el 14 de diciembre de 1947, con un T-bar lift y pronto fue sede de los U.S. Alpine Championships de 1949. 
La primera telesilla fue instalada en 1960 y la segunda en 1968, reemplazando a la T-bar original. El centro cuenta hoy en día con 10 telesillas y 3 ascensores de superficie.
La caída vertical del centro de esquí es de 717 m, con una cima a 2078 m y una base a 1361. La caída de nieve anual es de unos 762 cm

El centro de esquí se encuentra unos 30 km al norte del Glacier Park International Airport y unos 56 km al sur de la frontera con Canadá. La ciudad de Kalispell está unos 34 km al sur.
El campeón olímpico Tommy Moe aprendió a esquiar y a hacer carreras en este centro, en el cual su padre trabajaba dentro de la patrulla de esquí; ellos se mudaron a Alaska cuando él era un adolescente. Moe ganó la medalla de oro en el Downhill y la de plata en el Super-G en los Juegos Olímpicos de Invierno de 1994 en Lillehammer, Noruega.
El centro de esquí también fue sede de los U.S. Alpine Championships en el 2001.